# (3506) French
(3506) French es un asteroide perteneciente al cinturón de asteroides, descubierto el 6 de febrero de 1984 por Edward Bowell desde la Estación Anderson Mesa (condado de Coconino, cerca de Flagstaff, Arizona, Estados Unidos).

## Designación y nombre
Designado provisionalmente como 1984 CO1. Fue nombrado French en honor a la especialista en ciencias planetarias estadounidense Linda M. French.